# ويليام باكويل
ويليام باكويل (بالإنجليزية: William Bakewell)‏ مواليد 2 مايو 1908 في لوس أنجلوس - الوفاة 15 أبريل 1993 في لوس أنجلوس، هو ممثل أمريكي بدأ مسيرته الفنية سنة 1923. امتدت مسيرته الفنية لأكثر من 52 عاما.

## الأعمال
- اللهب السحري
- كل شيء هادىء على الجبهة الغربية
- ذهب مع الريح
- ابنة المزارع
- العازب وبوبي سوكسر

## روابط خارجية
- ويليام باكويل على موقع IMDb (الإنجليزية)
- ويليام باكويل على موقع ألو سيني (الفرنسية)
- ويليام باكويل على موقع أول موفي (الإنجليزية)
- ويليام باكويل على موقع قاعدة بيانات الأفلام السويدية (السويدية)
- ويليام باكويل على موقع إن إن دي بي (الإنجليزية)
- ويليام باكويل على موقع قاعدة بيانات الفيلم (الإنجليزية)
- ويليام باكويل على موقع كينوبويسك (الروسية)